# Johnny Hartman
Johnny Hartman (Chicago, 3 juli 1923 - New York, 15 september 1983) was een Amerikaanse jazzzanger. Hij is het meest bekend door een album met saxofonist John Coltrane.
Johnny Hartman zong halverwege de jaren veertig in het orkest van pianist Earl Hines, daarna was hij twee jaar lang lid van de bigband van trompettist Dizzy Gillespie. Hij zong op verschillende platen van Gillespie's groep, maar maakte ook opnames onder eigen naam, voor Regent en Savoy. In 1949 en 1951 zong hij in de studio met het trio van Erroll Garner. In 1956 kwam zijn eerste langspeelplaat uit op Bethlehem Records, de songs werden begeleid door het kwartet van Howard McGhee. Het album was geen commercieel succes, maar dat werd goedgemaakt door zijn plaat met Coltrane, "John Coltrane and Johnny Hartman" uit 1963. De zanger kende Coltrane nog uit zijn tijd bij Gillespie. De saxofonist benaderde Hartman via de producer van de plaat, Bob Thiele. De zes songs, waaronder "Lush Life", werden op één dag opgenomen. De plaat werd meteen een jazz classic met verschillende 'definitieve' versies. Het album gaf vleugels aan Hartmans carrière, maar bij het grote publiek zou hij niet bekend worden. In 1980 nam hij zijn laatste plaat op, "Once in Every Life", waarvoor hij een Grammy-nominatie kreeg. Muziek van dit album werd in 1995 door regisseur Clint Eastwood gebruikt in zijn film "The Bridges of Madison County".
Hartman werd in 1986 postuum opgenomen in de Big Band and Jazz Hall of Fame.

## Discografie (selectie)
- First, Lasting and Always, Savoy, 1947
- Songs from the Heart, Bethlehem, 1955
- All of Me, Bethlehem, 1956
- Johnny Hartman Sings...Just You, Just Me, Savoy, 1957
- And I Thought About You, Roost, 1959
- John Coltrane and Johnny Hartman, Impulse!, 1963
- I Just Dropped By to Say Hello, Impulse!, 1963
- The Voice That Is!, Impulse!, 1965
- hartman Meets Hino, 1972
- Once in Every Life, Bee Hive, 1980

- Bibsys: 6024678
- Biblioteca Nacional de España: XX1543669
- Bibliothèque nationale de France: cb13932418d (data)
- Gemeinsame Normdatei: 134582934
- International Standard Name Identifier: 0000 0000 6301 6377
- Library of Congress Control Number: n80032986
- Nationale Bibliotheek van Letland: 000069733
- MusicBrainz: 356abadf-a35c-4f93-baa2-9977b1c14046
- Nationale Bibliotheek van Tsjechië: ola2002158140
- Nationale Bibliotheek van Israël: 987007350584505171
- Réseau des bibliothèques de Suisse occidentale: 02-A006092789
- SNAC: w6nm6fjr
- Système universitaire de documentation: 198183305
- Virtual International Authority File: 19869282
- WorldCat: E39PBJkttJxhT8Y4bdQ8hmwQv3